# وروار مدغشقري
وروار مدغشقري (الاسم العلمي: Merops superciliosus) هو نوع من الطيور يتبع جنس الوروار من فصيلة الوروارية.